# Kopalnia Węgla Kamiennego Victoria

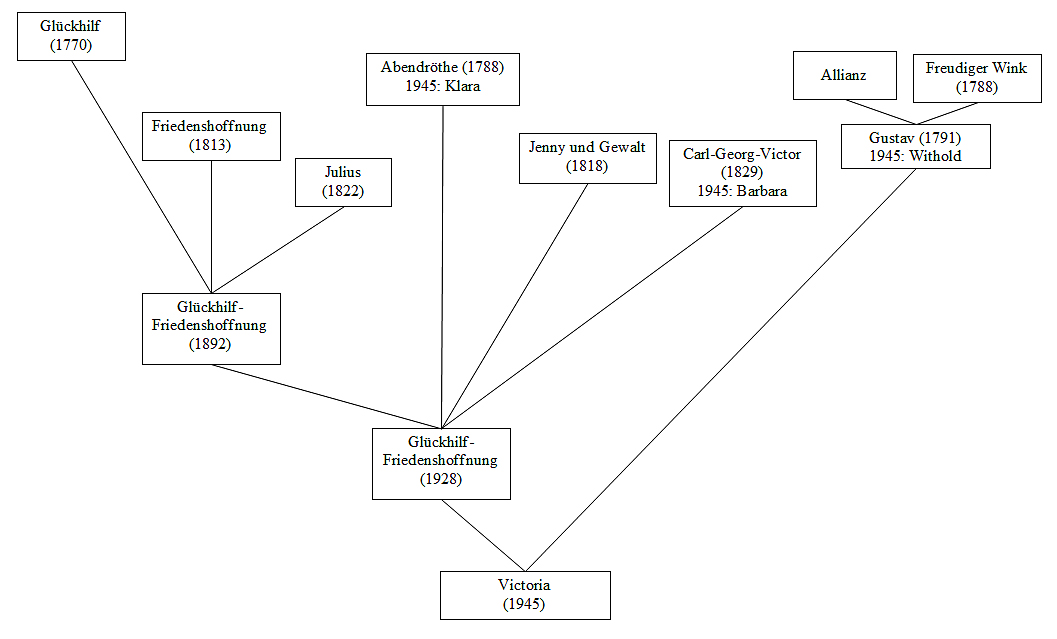
Konsolidierungen von Glückhilf-Friedenshoffnung/Victoria

Das Steinkohlenbergwerk Victoria (polnisch Kopalnia Węgla Kamiennego Victoria; deutsch Glückhilf-Friedenshoffnung) ist ein stillgelegtes Steinkohlenbergwerk in Sobięcin (bis 1945 Hermsdorf), einem Ortsteil von Wałbrzych (Waldenburg), Polen.

## Geschichte

### Glückhilf-Friedenshoffnung

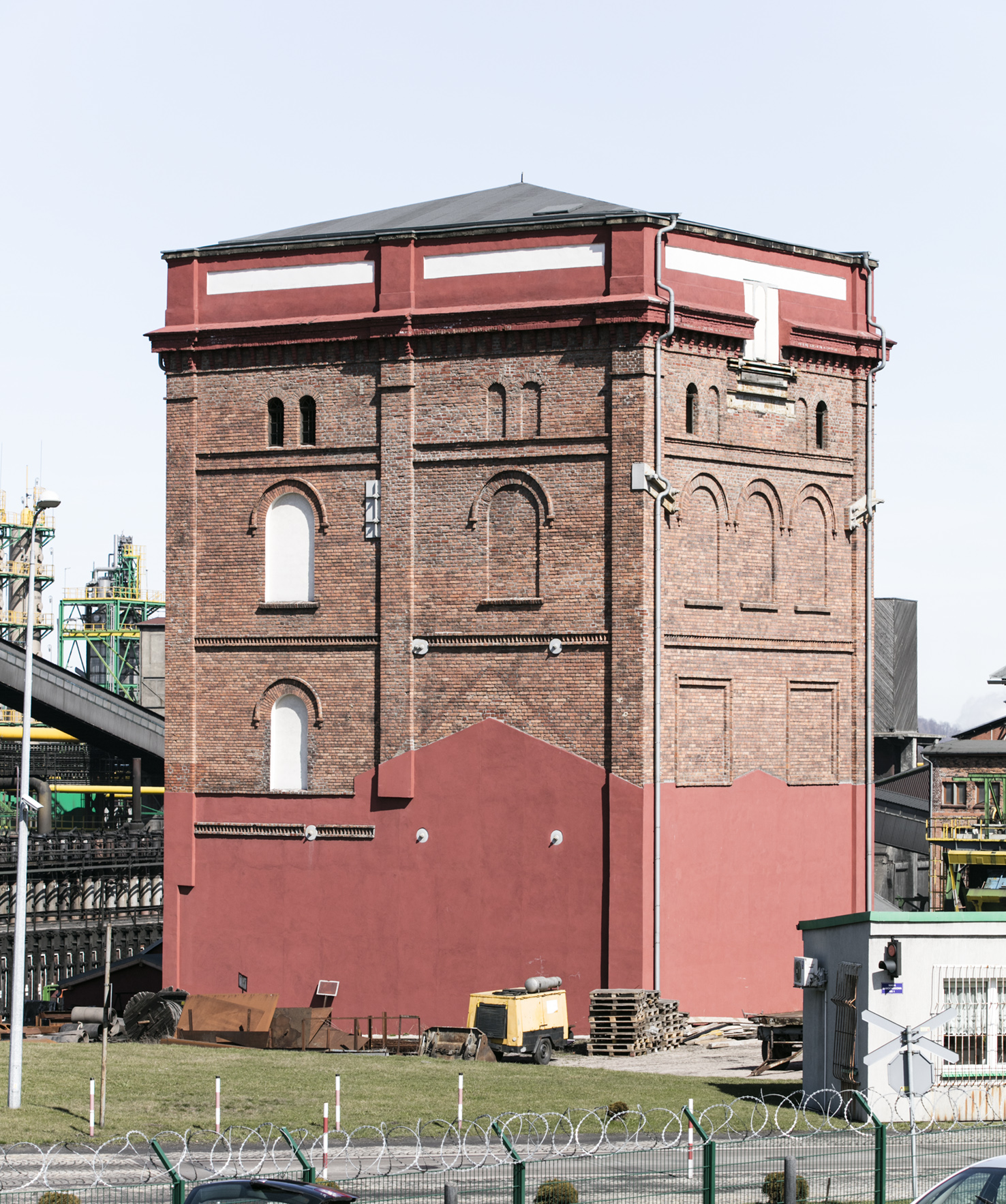
Malakowturm über Schacht von Wrangel/Wojciech

In Hermsdorf existierten lange Zeit zwei Gewerkschaften nebeneinander, die ihrerseits wieder aus zahlreichen Steinkohlenfeldern und Schachtanlagen bestanden – die Glückhilf- und die Friedenshoffnung-Gruben.
Die Glückhilfgrube wurde am 22. Mai 1770 verliehen und bestand nach mehreren Konsolidierungen 1869 aus den Feldern Glückhilf-Friederike, Schwester, Beste, Christoph, Freundschaft und Stuckhardt. Damit verfügte sie über eine Berechtsame von 3,51 km².
Bei der Vereinigung mit der Grube Friedenshoffnung im Jahr 1892 kamen außen den genannten Gruben und Feldern noch Julius (1822 verliehen), Henriette (1855), Marie (1856) sowie Friedenshoffnung Tiefbau hinzu. Damit erreichte das Bergwerk eine Gesamtgröße von 8,08 km². Im Jahr 1912 verfügte es über drei Betriebsabteilungen:
1. Im Grubenfeld Glückhilf erfolgte die Förderung im Wrangelschacht (410 m Teufe). Er diente nicht nur der Förderung, sondern auch der Seilfahrt und als einziehender Wetterschacht. Weitere Wetterschächte waren der Sprotte- (356 m) und der Hedwigschacht (215 m). Gebaut wurden 13 Flöze mit einer Gesamtmächtigkeit von 15,1 m. Die geförderte Kohle wurde nicht vor Ort, sondern auf der Anlage von der Heydt aufbereitet.
2. Die Anlage von der Heydt (Lage) verfügte über insgesamt drei Förderschächte, einen Schacht gleichen Namens, Schacht Victoria (beide 317 m Teufe) sowie Glückauf (177 m). In diesem Feld wurden 11 Flöze mit insgesamt 13,9 m Mächtigkeit abgebaut. Glückauf diente neben der Förderung auch der Seilfahrt. Ausziehender Wetterschacht war Charlotte mit 188 m Teufe.
3. Die dritte Abteilung bildeten die Schwesterschächte I/II (Lage) (I: 437 m; II: 387 m) zusammen mit dem Guibalschacht (384 m). Der Erbstollenschacht erhielt später den Namen Irena und wurde ebenfalls Wetterschacht.

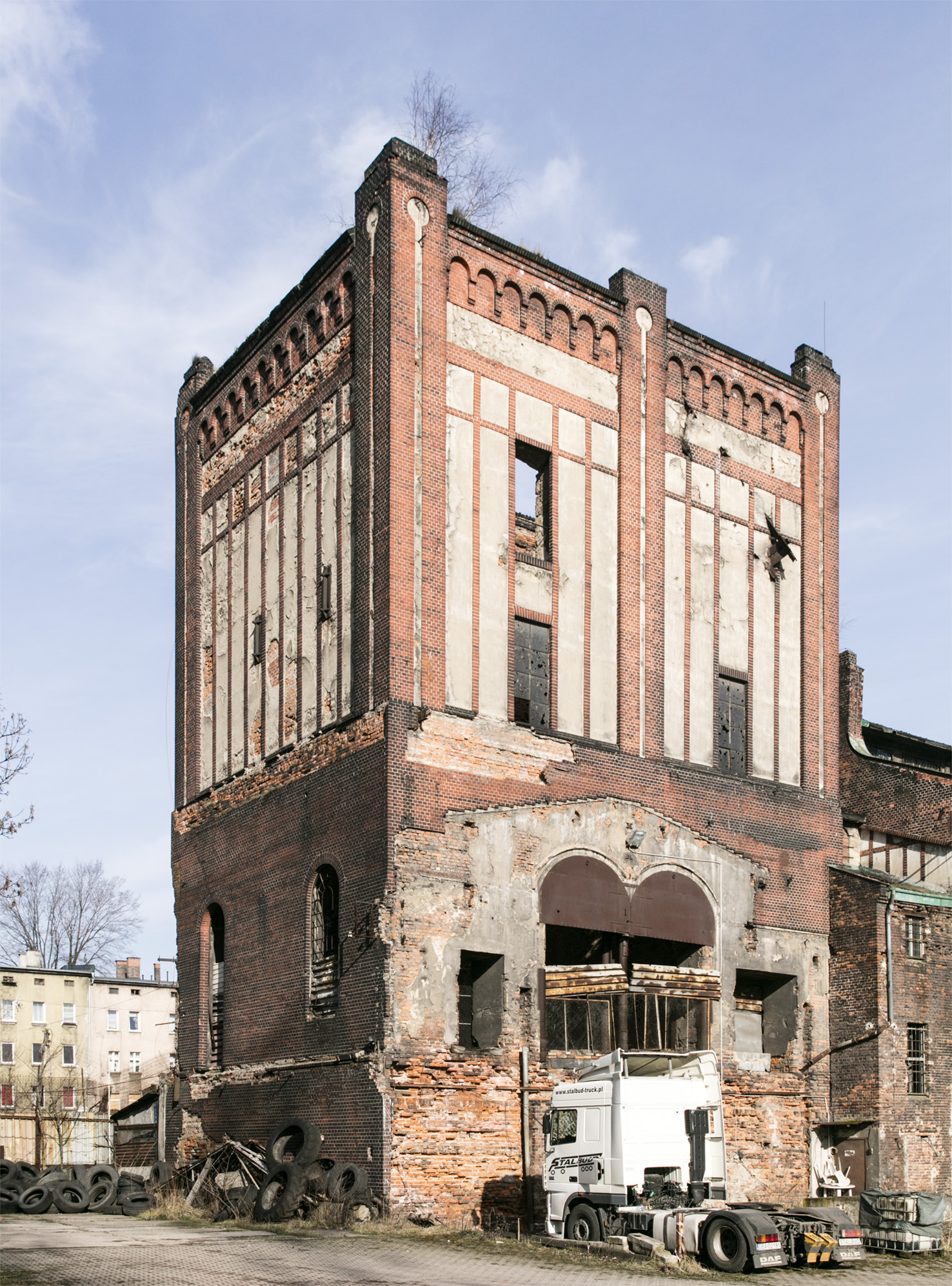
Malakowturm auf der Anlage Schwesterschächte

Ab 1920 wurden die meisten Kuxe der Gewerkschacht Vereinigte Glückhilf-Friedenshoffnung von der Oberschlesische Eisenindustrie A. G. in Gleiwitz/Gliwice aufgekauft und im Jahr 1928 Eigentum der Niederschlesischen Bergbau A. G. (NIBAG). Ihr gehörten auch die Fuchsgrube sowie die meisten der Steinkohlenbergwerke, die sich zuvor im Besitz der C. Kulmiz GmbH befunden hatten. Dieser Konzentrationsprozess wurde in den Folgejahren fortgesetzt, als die im Besitz der Schlesischen Kohlen- und Cokes-Werke A. G. befindlichen Bergwerke Gustav und Carl-Georg-Victor sowie das eigenständige Bergwerk Abendroth mit Glückhilf-Friedenshoffnung vereinigt wurden.
Am 29. Juli 1929 ereignete sich auf dem Gelände der Schwesterschächte eine schwere Schlagwetterexplosion. 23 Bergleute starben sofort, 10 weitere erlagen bald ihren schweren Brandverletzungen. Nur zwei der insgesamt 35 in diesem Revier arbeitenden Personen überlebten das Unglück. Auslöser war eine Grubenlampe mit einem porösen äußeren Abschirmgitter.
1945 erfolgte nach der Übernahme der Bergwerke durch Polen unter der Regie der DśZPW (Niederschlesische Vereinigung der Kohlenindustrie) eine Umbenennung aller Schächte und Bergwerke. Aus den Schwesterschächten wurde Siostrzane, aus Guibal wurde Grarek, aus von Wrangel Wojciech und das Bergwerk selbst wurde Victoria genannt. 1960 erfolgte der Abwurf der „Schwesterschächte/Siostrzane“.
Die letzte große Investition im Steinkohlenbergbau Wałbrzychs bestand darin, einen Zentralschacht namens Kopernik für die drei Bergwerke Victoria (−200-m-Sohle), Thorez (−350-m-Sohle) und Wałbrzych (−400-m-Sohle) auf dem Gelände von Victoria abzuteufen, der der Konzentration von zehn Förderschächten auf einen Förderschacht ermöglichen sollte. 1984 begannen die Arbeiten und 1988 erreichte man eine Teufe von 1100 Metern. Damit waren 7,6 Mrd. PLN und 80 % der geplanten Gesamtsumme verbaut. Obwohl bereits ein moderner Förderturm ähnlich wie der für mehrere Kupferbergwerke im Raum Lubin errichtet worden war, verzichtete man auf eine Nutzung als Förderschacht und verwendete ihn nur als Wetterschacht für Victoria und Wałbrzych.

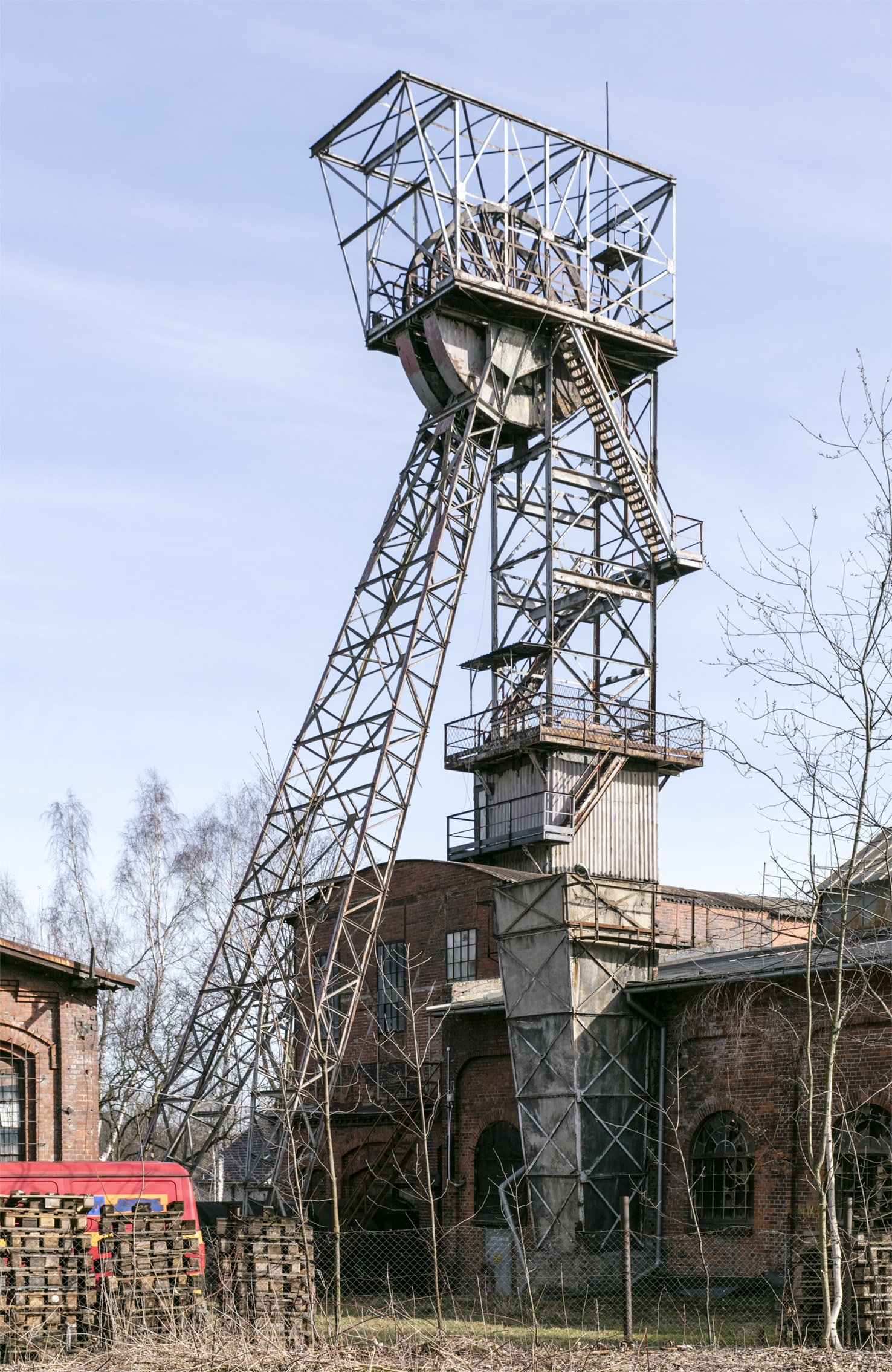
Wetterschacht Irena

Nach dem Fall des Kommunismus 1989 in Polen und der Einführung der Freien Marktwirtschaft waren die Bergwerke im Waldenburger Revier nicht mehr rentabel zu betreiben. Als erstes großes Bergwerk wurde 1993 Victoria geschlossen, die anderen folgten 1994 (Wałbrzych) und 1996 (Thorez/Julia).

### Combinierte Gustavgrube/Witold

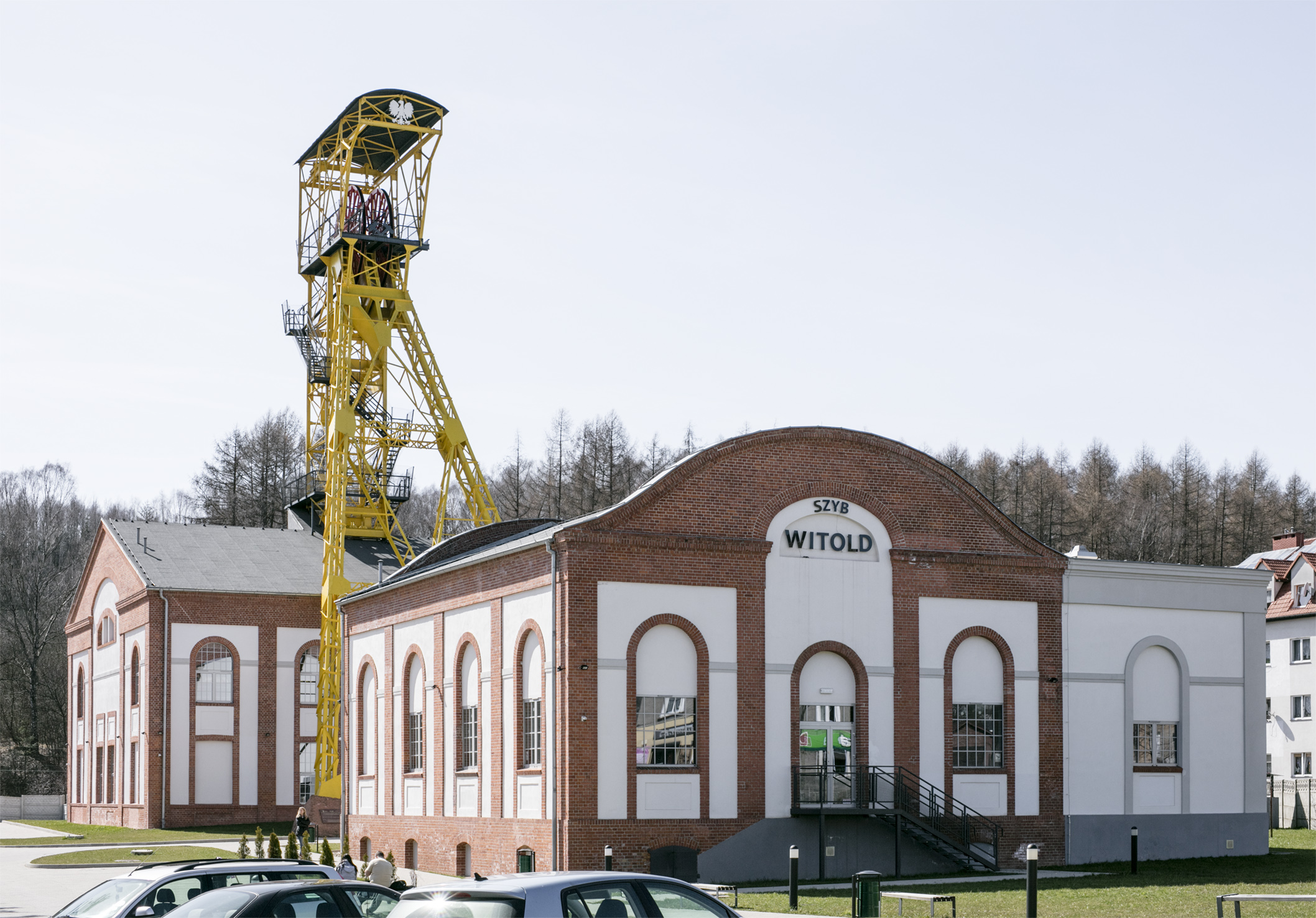
Maschinenhalle und Fördergerüst Schacht Pauline/Withold

Die Gustavgrube (Lage) war ein 6,79 km² großes Steinkohlenbergwerk in Rothenbach (heute Boguszów-Gorce) und wurde am 3. August 1791 aus dem Stollenbergwerk Allianz und der Grube Freudiger Wink gegründet. Beide Bergwerke gehörten zunächst mehrheitlich den Herren von Dyherrn-Czettritz, bevor sie später von dem Industriellen Gustav von Kramsta (1815–1869) erworben wurden. 1872 gingen sie über die Schlesischen Kohlenwerke AG auf die Schlesischen Kohlen- und Cokeswerke AG über. Das Bergwerk, das nördlich mit der Grube Abendröthe und westlich mit Carl-Georg-Victor markscheidete, hat 1912 insgesamt 20 bauwürdige Flöze mit einer Mächtigkeit von 20,4 m aufgeschlossen. Die Gustav-Grube wurde 1912 durch die Pauline-Schachtanlage mit dem Förder- und Seilfahrtschacht Pauline (325 m Teufe) und den Wasserhaltungs- und Wetterschacht Georg (22 m) erschlossen. Hinzu kam noch ein Wetterschacht namens Elise (140 m). 1911 ist mit dem Bau des Förderschachtes Wilhelm begonnen worden. Östlich des Paulineschachtes existierten eine Kokerei mit drei Batterien zu je 33 Abhitzunterbrennöfen. In den Jahren 1931 bis 1943 lag das Bergwerk still und die Grube soff ab. Erst im Jahr 1943 wurden die Grubenbaue wieder gesümpft und die Förderung erneut aufgenommen. Bis zur Stilllegung 1993 war die Anlage Teil des Bergwerks Glückhilf-Friedenshoffnung/Victoria und trug seitdem den Namen Withold.

### Consol. Carl-Georg-Victor/Barbara
Das Bergwerk entstand am 9. Juni 1864 durch die Konsolidierung der Felder Carl-Georg-Victor, Glückauf und Schlußfeld in Fellhammer (seit 1945 Kuźnice Świdnickie, Ortsteil von Boguszów-Gorce) und verfügte über eine Berechtsame von 6,54 km². Es wurde durch zwei Förderanlagen, die Egmont- und die Mayrauschächte aufgeschlossen. Die westlich gelegene Anlage Egmont (Lage) verfügte über den Förder- und Seilfahrtschacht (1912: 218 m Teufe) sowie über den der Bewetterung dienenden Westschacht. Im östlichen Mayrau-Schachtfeld existierten zwei Förderschächte, Mayrau (Lage) (1912: 224 m Teufe) für die III. Sohle und der Berthaschacht (425 m) für die von der II., III. und IV. Sohle. Dort gab es drei Wetterschächte, neben Bertha (einziehend) noch den Pott- (einziehend) und den Ostschacht (ausziehend). 1912 baute das Bergwerk 22 Flöze mit einer Gesamtmächtigkeit von 28 m ab.
1880 hatten die Schlesischen Kohlen- und Cokeswerke AG die Felder und Bergwerke aus der Liquidationsmasse der Schlesischen Kohlenwerke AG übernommen. Im Jahr 1928 ging es zusammen mit der Zeche Jenny und Gewalt in den Besitz der Niederschlesischen Bergbau AG (NIBAG) über, der auch die östlich markscheidende Zeche Glückhilf-Friedenshoffnung gehörte. Von 1928 bis 1938 stillliegend, kam sie danach als Teil von Glückhilf-Friedenshoffnung wieder in Förderung. Als Teil von Victoria erhielt das Bergwerk 1945 den Namen Barbara.

### Abendröthe/Klara
In Rothenbach westlich von Waldenburg (heute Ortsteil Gorce von Boguszów-Gorce) wurde 1860 das Bergwerk Abendröthe (Lage) mit den Steinkohlenfeldern Neue Richter, Gute Hoffnung, Hilf uns wieder, Paul und Peter sowie Friedrich konsolidiert. Viele der genannten Felder waren schon um das Jahr 1790 verliehen worden. Das gesamte Grubenfeld hatte eine Größe von 3,22 km². Haupteigentümer der Gewerkschacht Abendröthe waren der Fürst von Pleß und der Unternehmer Egmont Tielsch.
Während anfänglich die Kohle über Stollen hereingeholt worden war und auch die Entwässerung über solche erfolgte, teufte man 1873 der Schacht Clara ab, von dem aus die Sohlen bei 106 m und bei 216 aufgeschlossen wurden. Parallel dazu existierte der Muldenschacht (248 m), der mit Clara durchschlägig war. 1927 wurde das Bergwerk stillgelegt und das Grubenfeld Glückhilf-Friedenshoffnung zugeschlagen. Ab 1945 trug es unter polnischer Leitung den Namen Klara.

## Gegenwart
Heute befindet sich auf dem Gelände von Victoria noch eine Kokerei gleichen Namens, die von der JSW betrieben wird. Der Malakowturm über dem Schacht von Wrangel wurde aufwändig restauriert, ist aber nicht zugänglich. Auf dem Gelände der Schachtanlage Withold wurden das Fördergerüst über dem alten Schacht Pauline sowie einige Zechengebäude renoviert und zu einem Museums- und Kongresszentrum umgebaut. Wetterschacht Irena befindet sich in desolatem Zustand, der Malakowturm über Siostrzane ist zwar erhalten geblieben, aber ohne Dach und damit in seiner Substanz gefährdet. Die restlichen Gebäude auf dem Betriebsgelände der Schwesterschächte werden anderweitig genutzt.

## Förderzahlen
- Glückhilf/Friedenshoffnung 1912: 1,06 Mio. t; 1937: 1,13 Mio. t; 1970: 649.602 t; 1979: 761.800 t
- Abendröthe/Klara 1840: 8.000 t; 1858: 31.000 t; 1912: 257.858 t
- Carl-Georg-Victor/Barbara 1858: 2.400 t; 1912: 395.745 t
- Gustavgrube/Withold 1840: 9000 t; 1858: 8.400 t; 1912: 240.116 t.